# Latino Peak
Der Latino Peak ist ein 2290 m hoher Berg der Victory Mountains im ostantarktischen Viktorialand. Er ragt 6 km südsüdwestlich des Mount Hazlett auf. 
Der United States Geological Survey kartierte ihn anhand von geodätischen Vermessungen und mithilfe von Luftaufnahmen der United States Navy zwischen 1960 und 1964. Das Advisory Committee on Antarctic Names benannte ihn 1970 nach Terry L. Latino, Konstrukteur auf der McMurdo-Station im Jahr 1967.